# 캘리포니아 과학 아카데미
캘리포니아 과학 아카데미(California Academy of Sciences)는 미국 캘리포니아주 샌프란시스코의 골든게이트 공원 내에 위치하는 세계 최대의 자연사 박물관이다. 1853년, 미국서부 첫 과학기관으로서 창립. 자연 박물관, 수족관, 플라네타륨(planetarium), 아열대 온실, 연구소 등이 하나의 건물 안에 위치한다. 2008년에 개보수 공사를 마쳤으며, 동9월28일에 다시 오픈. 이탈리아의 대표적인 건축가인 렌조 피아노(Renzo Piano)가 설계를 맡았다.